# Skein (Einheit)
Skein (Strang, Gebinde) war ein englisches Längenmaß in der Textilindustrie. Das Kurzzeichen ist „s“. Das Maß gehört zum Bradford-System, gelegentlich auch als Bradford-Wollqualitätssystem bezeichnet. Es ist nach der englischen Stadt Bradford, dem ehemaligen Zentrum der Woll- und Textilverarbeitung, benannt.
Skein wurde auch entsprechend dem Garnfaden mit Zusatz verwendet: „skein of flax-yarn“ bei Leinengarn, „skein of wool“ bei Wolle, oder beim sogenannten Langgarn „long wool skein“ (siehe auch Stück (Garnmaß)). Skein war Grundlage für die Wollgarnnummer und zeigte die Woll- oder Fadenfeinheit an. 
Mit der Einführung moderner Spinnverfahren wurde das Maß nicht mehr gebraucht. Das Wort skein ist weiterhin in Gebrauch für ein maschinell gewickeltes Wollknäuel. 
- 1 Skein = 36,58 Meter = 120 Feet/Fuß (US) = 96 Ell/Ellen
  - 1 Ell = 0,381 Meter = 1,25 Feet/Fuß (US)